# Jess Breach
Jessica Frances „Jess“ Breach (* 4. November 1997 in Chichester) ist eine englische Rugby Union-Spielerin. Sie spielt auf der Position des Außendreiviertels für den englischen Club Saracens und die Englische Frauen-Rugby-Union-Nationalmannschaft.

## Jugend und Ausbildung
Jessica „Jess“ Breach wuchs in Chichester, West Sussex auf, wo sie im Alter von 6 beim Chichester RFC mit dem Rugby spielen begann. Mit 14 Jahren wechselte sie zum Pulborough RFC. Mit dem englischen U-18 Siebener-Rugby Team wurde sie 2014 und 2015 Europameisterin.
Während ihrer Schulzeit war Breach neben dem Rugby eine begabte Leichtathletin und startete als Hürdenläuferin beim English Schools Athletics Championship. Außerdem spielte sie Netball und Hockey.
Mit nur 16 Jahren wurde sie bereits in den U18 Trainingssquad der Englischen Nationalmannschaft berufen.
2019 begann sie ein Studium in Sportmanagement und Sportkommunikation an der St Mary’s University.
Sie ist mit dem Harlequins Spieler Archie White liiert.

## Club Karriere
Jess Breach wechselte 2016 zu den Aylesford Bulls Ladies und gewann mit ihnen in ihrer ersten Saison die Women's Premiership.
Ab 2017 spielte sie für die Harlequins Women, da ihr Club 2017 für die neu eingeführte PWR von den Harlequins übernommen wurde. Mit ihren neuen Club konnte sie die PWR 2020/21 gewinnen, auch wenn sie das Finale aufgrund einer Verletzung verpasste.

## Nationalmannschaft
Beach gab ihr Debüt für die englische Nationalmannschaft 2017 bei einem Spiel gegen Kanada, in dem sie 6 Versuche erzielte. Bei ihren zweiten Spiel, ebenfalls gegen Kanada, erzielte sie 5 weitere Versuche.
2018 wechselte sie für die Commonwealth Games 2018 zum englischen Siebener-Rugby Team, mit dem sie die Bronze-Medaille gewann. Im selben Jahr spielte ebenfalls die Siebener-Rugby-Weltmeisterschaft 2018 in San Francisco.
Anfang 2019 wurde Breach in den Kader für die Six Nations 2019 berufen, die England mit Grand Slam gewann. Mit 9 gelegten Versuchen wurde sie „Leading Try Scorer“ des Turniers. Seitdem hat sie sich in der Nationalmannschaft als Stammspielerin etabliert.
Aufgrund einer Schulterverletzung verpasste sie die 2019 Super Series, stand aber für die Autumn Series bereits wieder auf dem Feld.
Sie war außerdem Teil des englischen Kaders für die Rugby-Union-Weltmeisterschaft 2021 in Neuseeland, welche das Team auf Platz 2 beendete.
Sie spielte in allen Six Nations seit 2020 und gehörte nach jedem Turnier zu den Top 5 „Leading Try Scorers“.